# Astronauta: Magnetar
Astronauta: Magnetar é um romance gráfico de ficção científica hard publicado em 2012 pela Panini Comics como parte do projeto Graphic MSP, que traz releituras dos personagens da Turma da Mônica sob a visão de artistas brasileiros dos mais variados estilos. Astronauta: Magnetar foi escrito e desenhados por Danilo Beyruth com cores de Cris Peter e conta a história de Astronauta Pereira, um astronauta que fica isolado no espaço após suas nave ser danificada pelo campo magnético de um magnetar. O álbum tem 80 páginas e formato 19 x 26 cm e publicado em dois formatos distintos: capa cartonada e capa dura, além da história, ambas as versões possuem sketches do próprio Beyruth e a primeira página dominical do personagem, produzida por seu criador, Mauricio de Sousa, a contra-capa do livro traz um texto do navegador Amyr Klink. Danilo se inspirou em filmes de ficção científica tais como Alien - O Oitavo Passageiro e 2001- Uma Odisseia no Espaço, além de pesquisar sobre física e navegação.
O livro foi o primeiro do projeto Graphic MSP e foi publicado na Alemanha, Espanha, Itália e França pelas filiais locais da Panini. Em 2013, o livro ganhou o Prêmio Angelo Agostini de "melhor lançamento" e  o Troféu HQ Mix na categoria "melhor edição especial nacional". Teve cinco continuações: Astronauta: Singularidade (2014) e Astronauta: Assimetria (2016), e Astronauta: Entropia (2018) Astronauta: Parallax (2020) e Astronauta: Convergência (2022).

## Edições encadernadas

### Astronauta Integral – Vol. 1
Em agosto de 2022, foi anunciada a primeira edição encadernada contendo as graphic novels Magnetar, Singularidade e Assimetria e uma história inéditaː Silêncio Lunar com cores de Mariane Gusmão, totalizando 272 páginas, o álbum ainda traz o texto da quarta capa escrito pela astrofísica Roberta Duarte.

## Outras mídias
Durante a Comic Con Experience de 2017, foi lançado um teaser de uma minissérie de animação em seis capítulos baseada nas graphic novels produzidas por Danilo Beyruth e Cris Peter. Em dezembro do ano seguinte, novamente na Comic Con Experience, foi anunciado que a série se chamaria Astronauta – Propulsão e seria coproduzida e exibida pela HBO, em dezembro de 2022, um teaser foi lançado durante o evento, a minisérie servirá de prequel para a série de graphic novels, durante o evento, Mauricio de Sousa disse que mantém uma conversa próxima com a NASA. O título foi alterado para apenas Astronauta, a série estreou em 18 de outubro de 2024 no Max. 